# Boston Marathon 1897
De Boston Marathon 1897 werd gelopen op dinsdag 19 april 1897. Het was de eerste editie van deze marathon. In totaal waren er achttien inschrijvingen, waarvan vijftien lopers van start gingen en er tien de finish haalden. De eerst aankomende was John J. McDermott, die de wedstrijd won in 2:55.10. Het parcours is te kort gebleken. Het had namelijk niet de lengte van 42,195 km, maar ongeveer 38,51 km.

## Uitslagen
| rang   | naam              | land | tijd    |
| ------ | ----------------- | ---- | ------- |
| Goud   | John J. McDermott | USA  | 2:55.10 |
| Zilver | Johnny J. Kiernan | USA  | 3:02.02 |
| Brons  | E.P. Rhell        | USA  | 3:06.02 |
| 4      | Hamilton Gray     | USA  | 3:11.37 |
| 5      | H.D. Eggleston    | USA  | 3:17.50 |
| 6      | J. Mason          | USA  | 3:31.00 |
| 7      | W. Ryan           | USA  | 3:41.25 |
| 8      | Lawrence Brignoli | USA  | 4:06.12 |
| 9      | Harry Leonard     | USA  | 4:08.00 |
| 10     | A.T. Howe         | USA  | 4:10.00 |

1897 ·
1898 ·
1899 ·
1900 ·
1901 ·
1902 ·
1903 ·
1904 ·
1905 ·
1906 ·
1907 ·
1908 ·
1909 ·
1910 ·
1911 ·
1912 ·
1913 ·
1914 ·
1915 ·
1916 ·
1917 ·
1918 ·
1919 ·
1920 ·
1921 ·
1922 ·
1923 ·
1924 ·
1925 ·
1926 ·
1927 ·
1928 ·
1929 ·
1930 ·
1931 ·
1932 ·
1933 ·
1934 ·
1935 ·
1936 ·
1937 ·
1938 ·
1939 ·
1940 ·
1941 ·
1942 ·
1943 ·
1944 ·
1945 ·
1946 ·
1947 ·
1948 ·
1949 ·
1950 ·
1951 ·
1952 ·
1953 ·
1954 ·
1955 ·
1956 ·
1957 ·
1958 ·
1959 ·
1960 ·
1961 ·
1962 ·
1963 ·
1964 ·
1965 ·
1966 ·
1967 ·
1968 ·
1969 ·
1970 ·
1971 ·
1972 ·
1973 ·
1974 ·
1975 ·
1976 ·
1977 ·
1978 ·
1979 ·
1980 ·
1981 ·
1982 ·
1983 ·
1984 ·
1985 ·
1986 ·
1987 ·
1988 ·
1989 ·
1990 ·
1991 ·
1992 ·
1993 ·
1994 ·
1995 ·
1996 ·
1997 ·
1998 ·
1999 ·
2000 ·
2001 ·
2002 ·
2003 ·
2004 ·
2005 ·
2006 ·
2007 ·
2008 ·
2009 ·
2010 ·
2011 ·
2012 ·
2013 ·
2014 ·
2015 ·
2016 ·
2017 ·
2018 ·
2019 ·
2020 ·
2021 ·
2022